# Pieter Claesz
Pieter Claesz (Berchem, c. 1597 – Haarlem, 1661) foi um pintor neerlandês do chamado Século de Ouro dos Países Baixos.
Como quase todos os pintores dos Países Baixos (na época, República das Sete Províncias Unidas dos Países Baixos) do século XVII, tinha grande satisfação em pintar temas do dia-a-dia utilizando, quase sempre, as técnicas do ilusionismo. Essas obras não tinham nenhum objetivo moralizante mas eram ricas em simbolismos que eram compreendidos de imediato pelo espectador. Hoje, esses artistas são admirados por seu virtuosismo.
Em sua natureza-morta Vanitas, o artista pintou uma caveira humana dominando uma série de objetos. As cores, em vários tons de marrom claro, são quentes e um raio de sol ilumina os objetos. Nessa obra Claesz refere-se à transitoriedade da vida: o copo tombado, simbolizando a vida que se escoa no tempo, e a caveira, evidentemente, lembrando a morte.
Vanitas foi feito em 1625, em óleo sobre madeira; mede 39 cm x 61 cm e faz parte de uma coleção particular.
Pieter Claesz morreu em Haarlem, nos Países Baixos, em 1661.